# Municipio de Greenwood (condado de Oceana)
El municipio de Greenwood (en inglés: Greenwood Township) es un municipio ubicado en el condado de Oceana en el estado estadounidense de Míchigan. En el año 2010 tenía una población de 1184 habitantes y una densidad poblacional de 12,75 personas por km².

## Geografía
El municipio de Greenwood se encuentra ubicado en las coordenadas 43°30′15″N 86°5′30″O / 43.50417, -86.09167. Según la Oficina del Censo de los Estados Unidos, el municipio tiene una superficie total de 92.9 km², de la cual 88,7 km² corresponden a tierra firme y (4,52 %) 4,2 km² es agua.

## Demografía
Según el censo de 2010, había 1184 personas residiendo en el municipio de Greenwood. La densidad de población era de 12,75 hab./km². De los 1184 habitantes, el municipio de Greenwood estaba compuesto por el 96,28 % blancos, el 0,76 % eran afroamericanos, el 0,68 % eran amerindios, el 0,25 % eran asiáticos, el 0,84 % eran de otras razas y el 1,18 % eran de una mezcla de razas. Del total de la población el 3,97 % eran hispanos o latinos de cualquier raza.